# Messier 71
Messier 71 (také M71 nebo NGC 6838) je málo zhuštěná kulová hvězdokupa v souhvězdí Šípu. Objevil ji v roce 1745 Jean-Philippe Loys de Chéseaux. Od Země je vzdálena 13 000 světelných let.
Zařazení M71 mezi kulové hvězdokupy bylo dlouho sporné, protože postrádá příznačné středové zhuštění a byla proto považována za hustou otevřenou hvězdokupu. Také její stáří a metalicita členů hvězdokupy ukazují na příbuznost s otevřenými hvězdokupami v rovině Galaxie. Nová pozorování ji řadí mezi mladé kulové hvězdokupy.

## Pozorování

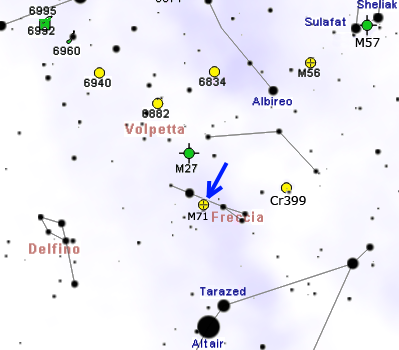
Poloha M 71 v souhvězdí Šípu.

Vyhledání hvězdokupy je značně jednoduché, protože se nachází uprostřed malého ale výrazného souhvězdí Šípu, přibližně 2° východně od hvězdy δ Sagittae, prostředního člena souhvězdí. V triedru 8x30 nebo 10x50 je i na průzračné čisté obloze sotva viditelná. K jejímu rozložení na jednotlivé hvězdy je zapotřebí dalekohled o průměru 150 až 200 mm a vyšší zvětšení, při průměru dalekohledu 300 mm je její rozložení snadné.
4° severo-severovýchodně od hvězdokupy se nachází jasná a rozsáhlá mlhovina Činka a 7° západně leží asterismus Collinder 399.
Hvězdokupu je možné pozorovat z obou zemských polokoulí, protože má pouze mírnou severní deklinaci. Přesto je na severní polokouli lépe pozorovatelná a během letních nocí tam vychází vysoko na oblohu, zatímco na jižní polokouli v oblastech více vzdálených od rovníku zůstává poněkud níže nad severním obzorem. Přesto je pozorovatelná ze všech obydlených oblastí Země. Nejvhodnější období pro její pozorování na večerní obloze je od června do listopadu.

## Historie pozorování
Hvězdokupu objevil Jean-Philippe Loys de Chéseaux v roce 1745 a v roce 1780 ji Charles Messier přidal do svého katalogu. Na hvězdy ji jako první rozložil William Herschel a popsal ji jako kupu nepravidelného tvaru tvořenou velmi slabými hvězdami.

## Vlastnosti
Messier 71 se nachází ve vzdálenosti 13 000 světelných let od Země a její skutečný rozměr je 27 světelných let, což je na kulovou hvězdokupu velmi malá hodnota. Součástí hvězdokupy je nepravidelná proměnná hvězda Z Sagittae, přinejmenším šest obrů typu M a celková jasnost hvězdokupy je 13 200 svítivostí Slunce.
Messier 71 byla dlouho (do roku 1970) považována za velmi hustou otevřenou hvězdokupu. Její vysoká radiální rychlost (-80 km/s, ale novější odhady uvádí -23 km/s)
a její nejjasnější hvězdy, které jsou červené, pomohly rozhodnout ve prospěch její příslušnosti mezi kulové hvězdokupy. Naopak nepřítomnost krátkoperiodických proměnných hvězd, jako jsou hvězdy typu RR Lyrae (což značí její menší stáří, kolem 9 až 10 miliard let), a její umístění v rovině disku Mléčné dráhy jsou vlastnosti, které by ji řadily mezi otevřené hvězdokupy. Nejnovější zdroje se shodují na jejím zařazení mezi kulové hvězdokupy, ale velmi málo zhuštěné, podobně jako Messier 68 v souhvězdí Hydry.